# 렁궉훙

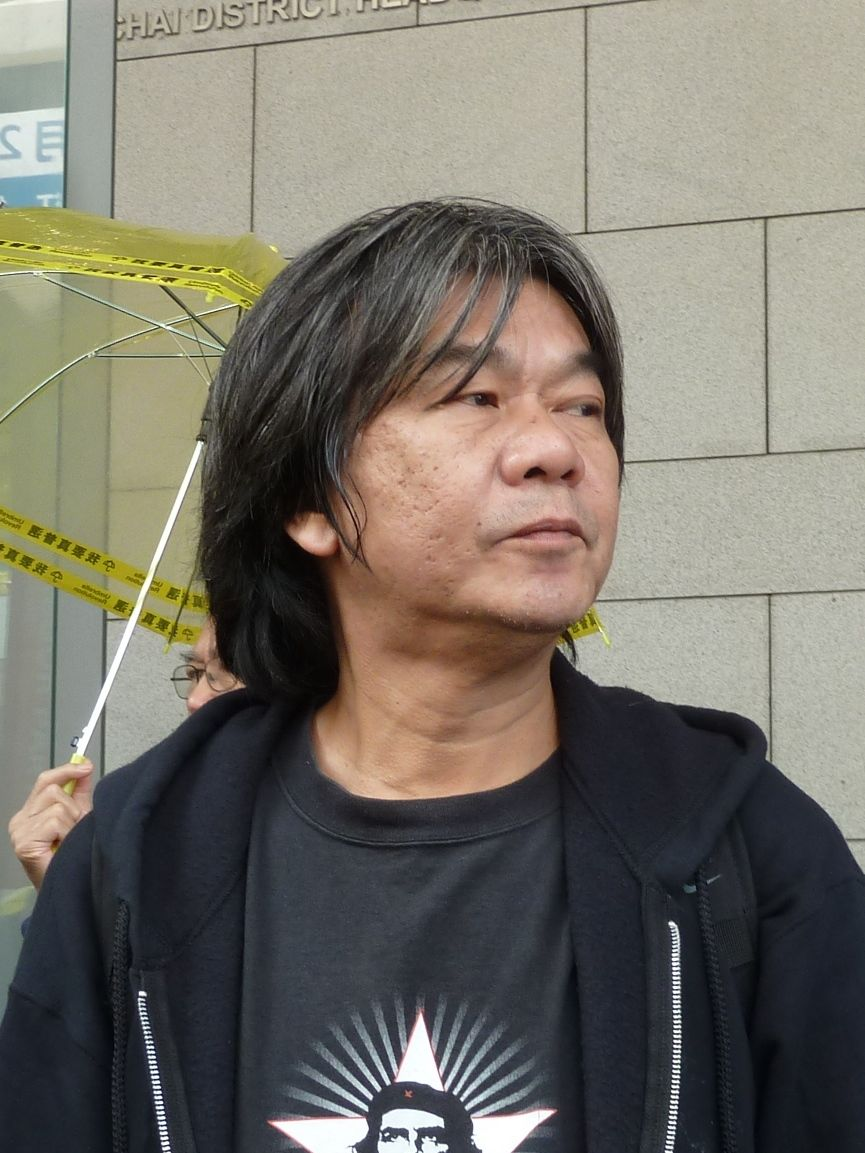
렁궉훙

렁궉훙(梁國雄, Loeng4 Gwok3hung4, 1956년 3월 27일 ~ )은 홍콩의 게바라주의자, 휴머니스트, 사회민주련선-사오행동당의 당수이다. 그는 중화인민공화국이 말하는 사회주의는 사회주의가 아니라 자본주의와 파시즘을 교묘히 미화하는 형태이며, 사회주의에 대한 모욕이라고 비판하였다. 그는 중국 공산당이 천안문 사태에 대해 사과하라고 하자 중화인민공화국 정부에서 무시하자 머리를 깎고 시위를 하기도 하였다. 우산혁명에도 참가하였다.